# Hermonassa obscura
Hermonassa obscura là một loài bướm đêm trong họ Noctuidae.